# Villa Mullberget

Villa Mullberget, eller kort Mullberget, är en stor villa i nationalromantisk stil på Djurgårdsvägen 242 på Djurgården i Stockholm, mellan Nedre Manilla och Täcka udden vid Stockholms inlopp. 
Byggnaden är grönmärkt av Stadsmuseet i Stockholm vilket innebär att den bedöms vara särskilt värdefull från historisk, kulturhistorisk, miljömässig eller konstnärlig synpunkt.

## Historik

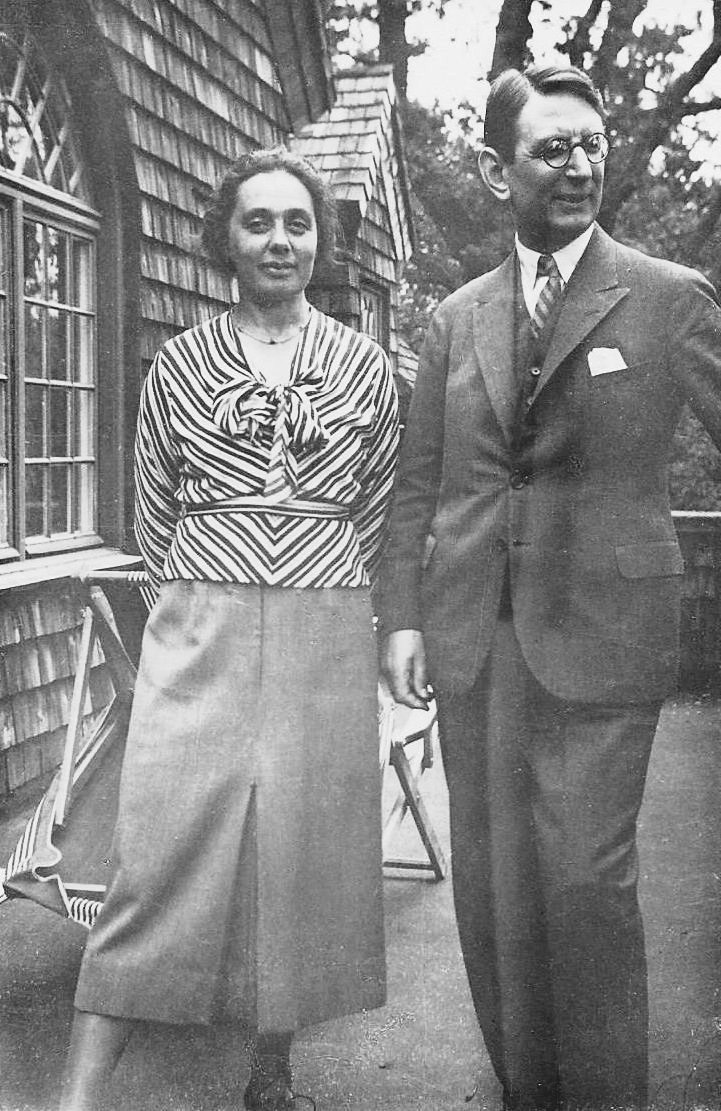
Elin och Yngve Larsson på Mullbergets balkong 1932.

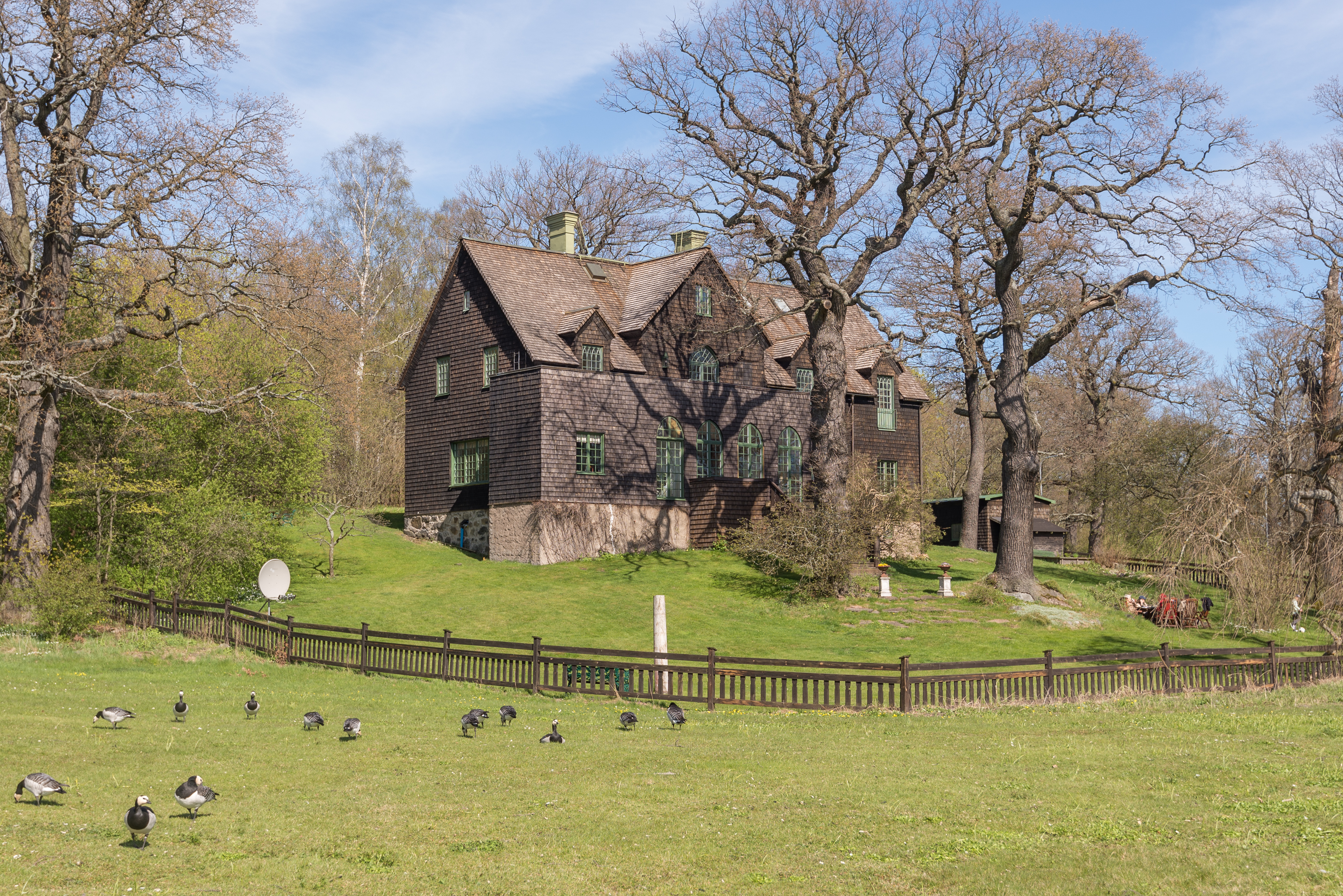
Villa Mullberget i april 2015.

Den ursprungliga byggnaden, då kallad Lilla Manilla var en villa i schweizerstil uppförd 1889 efter ritningar av arkitekt E. Lundroth, som sommarbostad inom fastigheten Nedre Manilla för kamrer John Edvard Berg.
1909 genomfördes en större ombyggnad och modernisering efter ritningar av sedermera stadshusarkitekten Ragnar Östberg för borgarrådet Yngve Larsson och Elin Larsson (född Bonnier) med familj. 
Liksom med Villa Ekarne klädde Östberg husets fasader och tak med mörkbrunt spån. Interiör dekormålning utfördes av Filip Månsson, och vardagsrummets kolonner utfördes av Elis i Taserud. År 1925 påbörjades utbyggnader i markplan åt sydväst och åt öster, även dessa efter ritningar av Östberg. År 1962 utökades den östra tillbyggnaden med över- och vindsvåningar, denna gång efter ritningar av Yngve Larssons son arkitekt Mårten Larsson.
Familjen Larsson kom att bo på Mullberget under 70 år. Makarnas barn var Matts Bergom Larsson, Verna Lindberg, Ester Berggren, Richard Larsson, Yngve Larsson den yngre och Mårten Larsson.
Efter makarna Larssons bortgång förvärvades fastigheten 1981 av bankdirektören Rune Barnéus med maka Birgitta.

### Noter

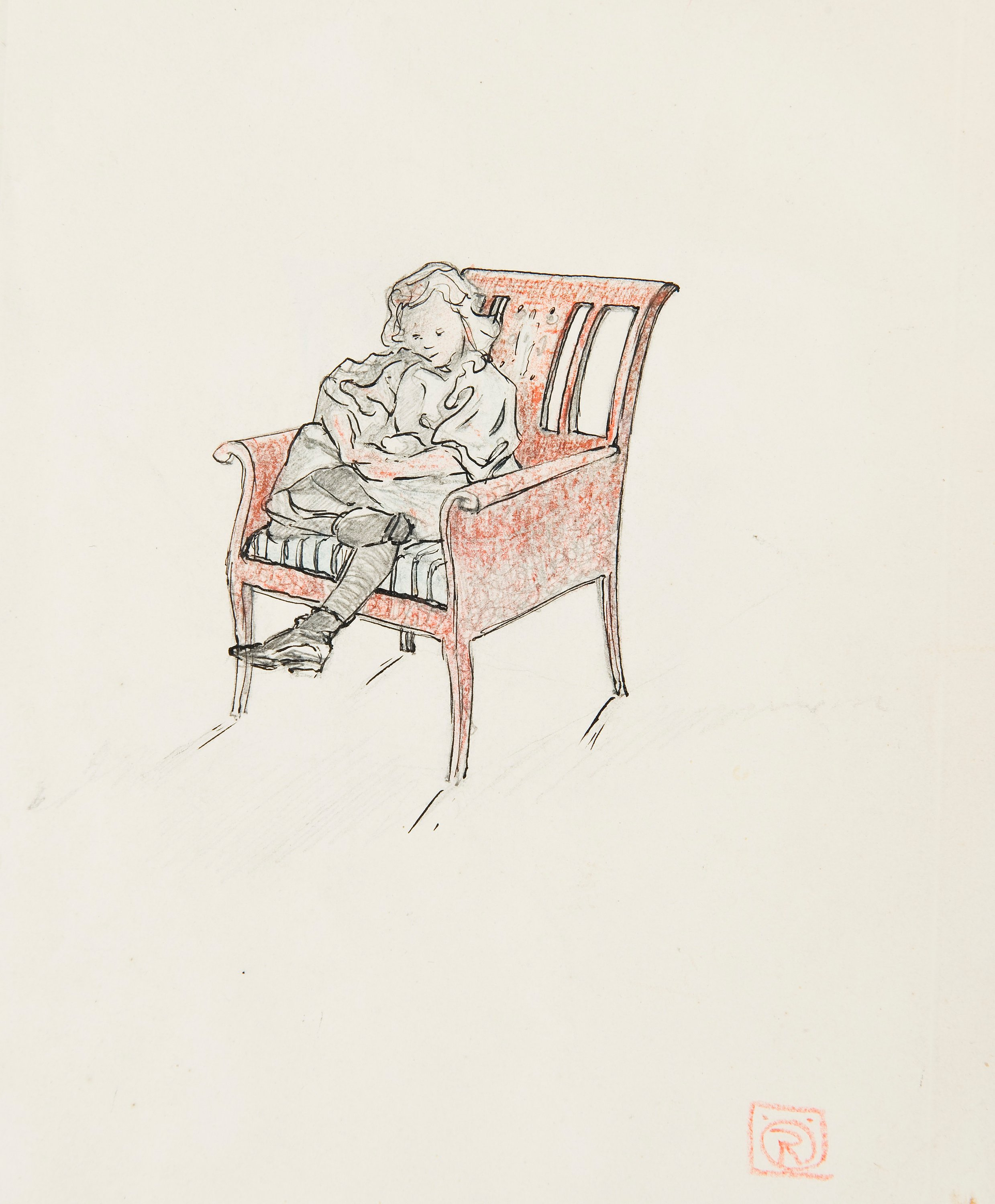
Karmstol ritad av Ragnar Östberg för Villa Mullberget 1907.